# Iglesia de San Remigio (Simpelveld)
La Iglesia de San Remigio (en neerlandés: Sint-Remigiuskerk) Es un edificio de la iglesia católica en Simpelveld, Países Bajos. Es una iglesia en forma de cruz neoromana con tres naves, una torre y un ábside redondo. Está hecha completamente de Kunradersteen, una variante local de piedra. El edificio se utiliza como iglesia parroquial de la parroquia de Remigio de Reims. El santo patrón, como su nombre indica, es Remigio de Reims. Debido al inventario de la iglesia, que ha sido catalogado como un rijksmonument, es un sitio de patrimonio nacional de los Países Bajos.
La primera mención de una iglesia en Simpelveld data de 1147. En este período Simpelveld era parte de la diócesis de Lieja. La primera mención de la iglesia ligada a San Remigio data de 1203. La primera iglesia fue destruida en gran parte durante la revuelta holandesa y más tarde fue restaurada.
Durante los siglos XIX y XX la población de Simpelveld aumentó, y la iglesia se consideró que era demasiado pequeña. Entre 1921 y 1925 la iglesia fue ampliada por orden del párroco, Hendrik Brewers, por Caspar Franssen.